# Kalliroi Parren
Kalliroi Parren (gr. Καλλιρρόη Παρρέν), z d. Siganos (ur. 1861 w Rethymnonie, zm. 15 stycznia 1940 w Atenach) – grecka dziennikarka, działaczka ruchu kobiecego.

## Życiorys
Pochodziła z Krety, w 1867 wraz z rodziną osiedliła się w Atenach. Uczęszczała do szkoły francuskiej w Pireusie, prowadzonej przez zakon Wizytek. Uczyła się także w szkole dla dziewcząt Arsakion, który ukończyła w 1878 uzyskując prawo wykonywania zawodu nauczycielki. Przez dwa lata pracowała w środowisku greckim w Odessie, by powrócić do Aten, gdzie wyszła za mąż za dziennikarza francuskiego, Jeana Parrena.
Za radą swojego męża w 1888 rozpoczęła wydawanie pierwszego greckiego czasopisma dla kobiet Εφημερίς των Κυριών (Efimeris ton Kirion). Redakcję pisma tworzyły kobiety, do kobiet też pismo to było skierowane. Pismo ukazywało się nieprzerwanie do 1918, kiedy to Kalliroi Parren została aresztowana i zesłana na wyspę Hydrę.
W 1893 reprezentowała kobiety greckie na międzynarodowej konferencji działaczek kobiecych w Chicago. Po powrocie założyła stowarzyszenie wspierające edukację sierot i kobiet z ubogich rodzin. W tym okresie w swoich artykułach postulowało przyznanie praw wyborczych kobietom w Grecji, co zostało zrealizowane dopiero w 1952.
Parren była autorką szeregu artykułów, esejów i dramatów, które przedstawiały sytuację kobiet w społeczeństwie greckim. Najbardziej znane dzieła to Historia kobiet (Ιστορία της γυναικός, 1889) i Nowa kobieta (Η νέα γυναίκα, 1915).